# Mario Bolter
Mario Bolter (* 1. Juli 1984 in Feldkirch) ist ein österreichischer Fußballspieler.

## Karriere

### Verein
Bolter begann seine Karriere beim Vorarlberger Verein FC Götzis. Über die Zwischenstation FC Lauterach kam er als Talent zum BNZ Vorarlberg. Von dort wurde er vom Schweizer Traditionsverein Grasshopper Club Zürich verpflichtet.
In Zürich trainierte er ab 2002 zwar sporadisch mit der Profimannschaft, schaffte jedoch nicht den endgültigen Durchbruch.
In der Winterübertrittszeit der Spielzeit 2002/03 wechselte er daraufhin zurück in die Heimat zum damaligen Bundesligisten SW Bregenz.
Das erste Halbjahr verlief für Bolter beim notorisch im Abstiegskampf befindlichen Bregenz noch unbefriedigend. Im Abstiegskampf gab es keinen Platz für ein Talent und Bolter kam lediglich auf 2 Einsätze ohne Torerfolg. Es folgte eine starke U-19 Europameisterschaft im Sommer 2003 in deren Verlauf er auf sich aufmerksam machen konnte. In Folge erhielt er unter Trainer Regi van Acker einen Stammplatz und sorgte auch in der Liga für Furore. Variabel, entweder als rechter Verteidiger oder im rechten Mittelfeld eingesetzt, hatte er großen Anteil am kurzzeitigen Höhenflug seiner Mannschaft. Am Ende der Spielzeit belegte Bregenz den hervorragenden dritten Tabellenrang, welcher die beste Platzierung des Vereins in der österreichischen Liga darstellte. Schnell wurde dem damals 20-Jährigen eine Zukunft als kommender Nationalspieler prognostiziert.
In der Spielzeit 2004/05 folgte jedoch die große Ernüchterung. Bregenz konnte die unzähligen Abgänge von Mannschaftsstützen wie Bjørn Otto Bragstad, Axel Lawarée, Peter Hlinka und Dietmar Berchtold niemals kompensieren und schlitterte von Anbeginn der Saison in den Abstiegskampf. Analog zum Qualitätsverlust in der Mannschaft, konnte auch Bolter nicht mehr an die starken Leistungen aus dem Vorjahr anknüpfen. Zwar war er unangefochtener Stammspieler, ließ aber mehr durch Formschwankungen, denn durch Leistung aufhorchen.
Am Ende der Saison stieg die Mannschaft mit 15 Punkten Rückstand aus der Bundesliga ab. Aufgrund finanzieller Probleme kam es daraufhin auch noch zum Lizenzentzug für die Mannschaft, wodurch Bolter ablösefrei wechseln konnte.
In Folge unterschrieb Bolter beim damals im österreichischen Spitzenfeld etablierten SV Pasching. Unter dem damaligen Erfolgstrainer Georg Zellhofer, der neben Bolter mit Alexander Hauser einen weiteren talentierten Spieler aus der Konkursmasse der Bregenzer geholt hatte, avancierte er daraufhin zum Stammspieler. Nach dem Wechsel von Zellhofer zu Rapid Wien spielte er unter dessen Nachfolger Helmut Kraft noch 3 Spiele, ehe ihm in der Winterpause nahegelegt wurde, den Verein wieder zu verlassen. Bolter lehnte jedoch mit der Begründung ab, sich durchbeißen zu wollen. Es folgte ein "Seuchenjahr" ohne jeglichen Einsatz unter den Trainern Andreas Heraf und Dietmar Constantini. Zum einen warfen ihn mehrere kleinere Blessuren immer wieder zurück, zum anderen wurde nach der jeweiligen Rekonvaleszenz kein Wert auf ihn gelegt.
Zur Saison 2006/07 folgte daraufhin der logische Wechsel auf Leihbasis zum frisch in die Bundesliga aufgestiegenen SCR Altach. In seiner ersten Saison bei den Vorarlbergern konnte er daraufhin wieder an seine früheren Leistungen anknüpfen und wurde zur wichtigen Stütze in der Mannschaft. Unter anderem bewährte er sich auch als wichtiger Flankengeber für den brasilianischen Topscorer Léo. In Folge wurde er von Altach fix verpflichtet. Die Spielzeit 2007/08 entwickelte sich daraufhin wieder eher unerfreulich für den Spieler. Unter Trainer Manfred Bender verlor er seinen Stammplatz, kam zwar noch zu 13 Einsätzen, wovon er jedoch keinen über die volle Spieldistanz absolvieren durfte. Im Jänner 2009 teilte ihm Bender daraufhin mit, dass er nicht mehr mit ihm planen würde und er sich einen neuen Verein suchen sollte. Als Bolter dies nicht schaffte, musste er ohne jeglichen Einsatz seinen Vertrag bis zum Sommer 2008 absitzen.
Ohne Spielpraxis hatte er daraufhin kein Angebot vorliegen, woraufhin er sich dem Verein für vertragslose Spieler der "Swiss Association of Football Players (SAFP)" anschloss.
Am 17. September 2008 endete mit der Vertragsunterzeichnung beim österreichischen Zweitligisten SC Austria Lustenau seine Zeit als vertragsloser Spieler. In Folge erhielt er beim ewigen Aufstiegsaspiranten unter Trainer Johann Kleer und nach dessen Ablöse auch unter Edmund Stöhr wieder einen Stammplatz.
2011 wechselte er zum FC Lustenau. Nach zwei Jahren beim FC kehrte er 2013 zur Austria zurück.
Nach der Saison 2016/17 beendete er seine Profikarriere und wechselte zum viertklassigen SC Röthis.

### Nationalmannschaft
Bolter war Mitglied der österreichischen U-19 Nationalmannschaft, die bei der Europameisterschaft 2003 den hervorragenden 3. Platz belegte. Bolter galt als eine der Stützen der Mannschaft.
In Folge wurde er während seiner Zeit bei Bregenz und Pasching auch für die österreichische U21-Fußballnationalmannschaft nominiert.

## Erfolge
- U-19-Fußball-Europameisterschaft 2003: 3ter Platz